# Kenneth Waltz
Kenneth Waltz (Ann Arbor, Michigan, 1924. június 8. – Washington, 2013. május 13.) amerikai politikatudós.

## Élete
1924-ben született Ann Arborban, és itt járt iskolába.
A nemzetközi kapcsolatok egyik legismertebb kutatója, valamint a nemzetközi kapcsolatok neorealista elméleti iskolájának egyik létrehozója volt (a neorealizmust más néven strukturális realizmusnak is nevezik).
1957-ben doktorált a Kolumbiai Egyetemen, majd Berkeleyben tanított, mint a politikatudomány professzora. 1987 és 1988 között az Amerikai Politikatudományi Szövetség elnöke volt. Később az Amerikai Művészeti és Tudományos Akadémia tagja lett.

## Díjai
- 1990. „Legjobb cikk” – ’Nuclear Myths and Political Realities’
- 1999. James Madison-díj

### Teóriaalkotás fontossága
- „A teóriaalkotás nem egy erőfeszítés arra, hogy lemásoljunk mindent, ami történik körülöttünk. Ha így lenne, akkor az ideális teória egyenlő lenne a valós világgal. Ehelyett az elméletalkotás egy egyszerű eszközként szolgál arra, hogy képesek legyünk megérteni és megmagyarázni a világ dolgait.” (Theory of International Politics)
- 1979-ben azt jósolta, hogy a hidegháború folytatódni fog a következő évszázadban is, ez azonban nem igazolódott be – nem borítja fel elméletét, mert az nem konkrét államtetteket vagy eseményeket próbál megjósolni, hanem olyan általános alapelveket fogalmaz meg, melyek irányítják az államok közötti kapcsolatrendszert egy anarchikus nemzetközi térben.

### Realizmus
- Az állam fő célja az, hogy biztosítsa saját és állampolgárai védelmét, és mindezt fegyveresen vagy a politikai meggyőzés eszközével éri el
- Anarchia vs. belső rend (nemzetközi kapcsolatok↔belső, államon belüli kapcsolatok)

### Művei
- Man, the State, and War: A Theoretical Analysis (1959)
- Foreign Policy and Democratic Politics: The American and British Experience (1967)
- Theory of International Politics (1979)
- The Spread of Nuclear Weapons: More May Be Better (1981)
- The Spread of Nuclear Weapons: A Debate (1995)

#### Man, the State, and War: A Theoretical Analysis (1959)
- A nemzetközi kapcsolatok során fellépő viselkedési formák okai – hármas látásmód: individuális – nemzetállam alapú – nemzetközi rendszer
- Nemzetközi rendszerben való gondolkodás hangsúlyozása – háború alapvető oka ebben keresendő

#### Theory of International Politics (1979)
- Anarchia: nem dezorganizáló tényező, segít megmutatni, hogy mik azok a nagyobb egységek a világban, amelyek kapcsolatban vannak egymással → mivel nincsen rend a világban, mindenkinek boldogulnia kell valahogyan, hisz csak magadra számíthatsz, senki nem véd meg → „self help” fontossága
- Egyenlőtlenség: nem beszélhetünk egyenlőségről, a képességek egyenlő megoszlásáról a világban → erős vs. gyenge, erős formálja a többit, a főbb szereplők alakítják ki a színteret, melyben a többieknek szerepelniük kell
- Világkormány: ameddig nem beszélhetünk világkormányról, addig egy anarchikus világ marad a nemzetközi viszonyok rendszere
- Alkalmazkodás: a második világháború előtt 5-6 nagyhatalom, a hidegháború alatt kettő, mára egy maradt (USA) → alkalmazkodás nehézsége, új típusú világ kihívásokat jelent minden korban és minden résztvevő számára

### Globalizáció
- Új kihívásokat állít az államok elé, de Waltz szerint azokat nem fogja felváltani más szerveződési forma, mert semmi sem lehet képes betölteni az államok szerepét
- Amerikanizáció – unipoláris világ veszélyei, nincs ellenőrző hatalom, ugyanakkor Kína lehetséges felemelkedését említi.

### Hidegháború
- Stabilitás: 1964-ben cikket ír a bipoláris világ stabilitásáról → sokkolja az embereket, kritikákat kap („Európa még mindig számít!”), de úgy gondolja, hogy a katonai interdependencia - amely meghatározza az USA és a Szovjetunió viszonyát – számít a nemzetközi kapcsolatokban és a világ éppen ezért bipoláris

#### The Spread of Nuclear Weapons (1995)
- Mostani világ: új kihívás – rezsimek nukleáris fegyverhez jutása
- Waltz szerint ezek a rezsimek nem fogják használni ezeket a tömegpusztító fegyvereket, túl nagy a nyomás rajtuk és nem képesek államként működni (kritika: ha nem is államok ezek a csoportok, azért még befolyással vannak a világra! – elvileg ez a fontos) → később beigazolódik, hogy téved, ma már ez komoly problémát jelent
- Az USA feladata egyrészt az, hogy megakadályozza, hogy más országok is nukleáris fegyvert szerezzenek, másrészt viszont ha egy állam annyira akarja, hogy legyen nukleáris arzenálja, azt nem lehet megakadályozni (későbbi USA-politika kritikája)

### Összegzés
- Klasszikus realizmus: E. H. Carr, Hans Morgenthau, George F. Kennan, Reinhold Niebuhr → középpontban a „human nature”, mint az események kiváltója/alapja
- Neorealizmus: Kenneth Waltz, Joseph Grieco, Stephen Walt, John Mearsheimer → strukturális kényszerek hangsúlyozása, szemben a stratégiával és az egyéni motivációval
- Államok között nincsen bizalmi viszony, ezért fontos az állandó fegyverkezés a pozíció erősítése érdekében → „security dilemma”
- Fontos a szövetségalkotás, más-más érdekből → hatalmi egyensúlyra való törekvés
- Neorealisták: a nemzetközi kapcsolatokat irányító tényezők nem változtak alapvetően Thuküdidész óta és a hosszú távú béke éppen ezért nem garantálható → sokak szerint ez pesszimista álláspont

### Kritika
- Egyik kihívás: demokratikus béketeóriák (kevesebb erőszak és háború jellemzi a demokrata államokat)
- Válasz: rossz demokrácia definíció + a háborúk a demokrata államok között más okok miatt hárultak el
- „Hatalmi egyensúly” fogalmának problematikája: Stephen Walt szerint az államok nem a hatalmat, mint olyat próbálják kiegyensúlyozni, hanem e helyett létezik egy „félelemi/fenyegetettségi egyensúlyra” való törekvés, melyben az államok mindig arra törekednek, hogy a leginkább fenyegető állam ellen lépjenek fel, nem feltétlenül a legerősebb ellen. Randall Schweller az „érdekek egyensúlyáról” beszél.
- Tudományfilozófia kritikája: (kutatás oldaláról közelíti meg a kérdést) John Vasquez szerint ezek a fogalmi csúsztatások csak kimagyarázzák a realista teória eltérő eredményeit – az ellentmondásos hipotézisek növelik annak esélyét, hogy közülük egy is megfeleljen egy empirikus teszten, így az egész neorealista kutatási program a degeneráció jeleit mutatja